# Joseph Erhardy
 (décembre 2020).
 (décembre 2015).
- Si vous ne connaissez pas le sujet, laissez ce bandeau (vous pouvez alors contacter les auteurs).
- Si vous supprimez le contenu mis en cause (vous pouvez préalablement contacter les auteurs),

argumentez précisément cette suppression dans la page de discussion
(un manque de référence n'est pas un argument ; une recherche réelle de référence doit avoir été effectuée, être formellement documentée).
Joseph Erhardy, né à Welch le 21 mai 1928 et mort le 1er mai 2012 dans le 7e arrondissement de Paris, est un sculpteur américain ayant vécu en France.

## Biographie
Joseph Erhardy (originellement Josef Herzbrun) est né à Welch, une bourgade de l'État de Virginie-Occidentale aux États-Unis. Sa famille d’origine juive hongroise faisait partie de la notabilité locale. Il a deux frères : Philip, Professeur d’anglais à l'université de Georgetown, et Lon, joueur et entraineur émérite de football américain, notamment pour le compte de l'équipe de l'université du Tennessee à Knoxville.
La crise économique de 1929 poussera en 1936 la famille à déménager à Washington DC. Dès son adolescence, Joseph taille avec des outils rudimentaires des figures dans des blocs de pierre ramassés au Rock Creek Park. Bien que n’ayant pas l’âge requis, il dirige en tant que contrebassiste et percussionniste un big band « Jo Heartwell and his band of seventeen » de 17 musiciens professionnels qui jouent dans des soirées dansantes et dont les enregistrements sur cire ont disparu. En 1947, il accomplit son service militaire dans l’US Air Force en tant que musicien. Parallèlement, il joue au sein du National Symphony Orchestra. En 1948 et 1949, il étudie la sculpture au Corcoran College of Art and Design (en), tout en suivant des cours d’art, de civilisation, de littérature anglaise et italienne à l'université George Washington.[réf. nécessaire]
En 1950, grâce au G.I. Bill, qui est une bourse allouée aux militaires ayant servi pendant la durée de la guerre, il part à Florence en Italie où il est admis à l'Académie des beaux-arts de Florence. Par la suite, il déménage à Rome, fréquente l' Istituto Erminio Meschini et devient l’assistant de Mirko Basaldella, sculpteur abstrait qu’il assiste dans l'édification du monument dédié à la mémoire d'innocents fusillés par les nazis dans les Fosses ardéatines. C'est cependant la sculpture du maître de Mirko, Arturo Martini, qui sera la principale source d’inspiration de l’œuvre de Joseph Erhardy. Mirko l’introduit dans le milieu du cinéma italien. Il se lie d’amitié avec le réalisateur Roberto Rossellini et réalise des bijoux en or et argent pour des actrices, notamment Ingrid Bergman.Désirant approfondir ses connaissances artistiques, Joseph Erhardy quitte Rome pour Paris en 1952 où il suit les cours à l’Académie de la Grande Chaumière. Il rencontre le sculpteur anglais Raymond Mason qui est son voisin d'atelier de la rue des Suisses. Il en naîtra une amitié de toute une vie. Joseph Erhardy réalise alors des œuvres semi-abstraites, perfectionnant la technique de la taille directe et du polissage, un travail qui l’amène à forger lui-même ses outils. Il développe un procédé original en incrustant la couleur dans le marbre.[réf. nécessaire]
En 1957, il épouse Mélanie Van Muyden, qui sera son égérie et qui accompagnera toute sa vie d’artiste. Le couple s’installe en 1958 à Paris dans des ateliers de la rue du Théâtre. Ils auront 7 enfants : Claudius, Katherine, Thomas, Elisabeth, Peter, Anne et Mary.[source insuffisante]
Au début des années 1960, Joseph Erhardy prend part au mouvement du passage de l’abstraction à la figuration avec d’autres artistes tels que Marcel Pouget, Bengt Lindström, Roger-Edgar Gillet et François Jousselin. Ce mouvement est baptisé Nouvelle figuration par Jean-Louis Ferrier, professeur à l'École nationale des arts décoratifs, critique d'art et journaliste à L'Express et au Point. C’est le temps des trente glorieuses de l'École de Paris, l’époque où les artistes se rencontraient dans les cafés de Saint-Germain-des-Prés ou de Montparnasse pour discuter âprement voire violemment des nouvelles tendances artistiques.[réf. nécessaire]
En 1968, il réalise une première exposition à la Galerie Ariel de Jean Pollak qui défend les artistes de la Nouvelle Figuration. En 1989, une demi-douzaine de grands marbres de cette exposition disparaîtra dans un incendie criminel de son atelier de la rue du Commerce. Le photographe et ami de l’artiste Henri Cartier-Bresson réalisera une série de photos témoignant de ce désastre.[source insuffisante]
Afin de pouvoir réaliser des œuvres en bronze, dont la fonte sera réalisée chez son ami Gianpaolo Venturi, Joseph Erhardy se tourne vers le modelage. Il cherche avant tout l’aboutissement des formes, selon les lois de la sculpture classique. « La forme est fuyante, absolument fuyante… Tout est plein, le creux, c’est la mort. La véritable sculpture trouve son expression dans l’aboutissement de la forme et non dans la gestuelle comme chez Auguste Rodin, dont l’œuvre se confond avec la peinture », dira l’artiste. Le sujet des œuvres de Joseph Erhardy reste rigoureusement contemporain « sans désir d’étonner, ni d’agresser ». Joseph Erhardy veut témoigner de la beauté de son époque. Ses modèles préférés sont les femmes, des femmes mûres dans leurs activités quotidiennes et heureuses : étalant le linge, se coiffant, se mettant des bigoudis, faisant des courses à vélo.[réf. nécessaire]
À partir des années 1970, Joseph Erhardy expose en France et à l’étranger, notamment à Vienne où une fructueuse entente se développera avec la Galerie EuroArt (Euroart Stadtgalerie) et Gerhard Habarta (de). Après de grandes expositions à la galerie Beaubourg de Marianne et Pierre Nahon, à la Bouquinerie de l’Institut et une première rétrospective en 1997 sur le toit de La Grande Arche de la Défense, il collaborera avec la galerie Vallois dans une relation de 25 ans basée sur la confiance.[réf. nécessaire]
Au cours de ces années, Joseph Erhardy côtoiera de nombreuses personnalités dont certaines deviendront ses amis comme Fernand Braudel, Clemens Heller, Ruth Fischer et Louis Dumont. D’autres serviront de modèles comme Jean-Paul Sartre, Raymond Aron, John Kenneth Galbraith, Daniel J. Boorstin et Simone Veil.[réf. nécessaire]
Au-delà des collectionneurs comme Izaline et Frank Davidson et Immacolata Rossi di Montelera ainsi que du galeriste Jacques Elbaz, Joseph Erhardy se trouve entouré et soutenu par un grand nombre d’amis artistes comme Sam Szafran, Georg Eisler (en), Henri Cartier-Bresson, Roger-Edgar Gillet, Raymond Mason, Bengt Lindström, Roseline Granet et Philippe Roman (peintre). En 1996, l'artiste réalise l’image de la carte de vœux officielle du ministre français de la Culture.[réf. nécessaire]
Demeurant un artiste à l’esprit libre, éloigné des modes et tendances changeantes, toujours inquiet et insatisfait, Joseph Erhardy s’est évertué à réaliser une œuvre respirant bonheur et joie de vivre. Sa sculpture rappelle les grandes époques de la statuaire et s’inscrit dans un art qui, depuis toujours, renvoie l’homme à son image. C’est une sculpture généreuse et charnelle, sans autre message que celui d’ouvrir notre regard sur notre temps et notre société, œuvre d’un artiste qui laisse parler son art pour traduire le visage particulier du monde présent, comme sa part d’intemporel. « Je me suis efforcé de rechercher une iconographie contemporaine de par laquelle l’homme de la rue, l’intellectuel aussi bien que l’ouvrier, peut s’identifier », déclarait l’artiste en 1999.[réf. nécessaire]

Joseph Erhardy meurt chez lui dans le 7e arrondissement de Paris le 1er mai 2012.

« J'imagine que dans trois ou quatre cents ans et peut-être en un lieu lointain, comme ces bronzes de Mahdia sortis de la mer si loin de l'atelier qui les fit, on retrouvera un jour par hasard un bronze d'Erhardy. Ceux qui le découvriront s'étonneront de ses formes pleines, de la rondeur parfaite de son volume, de cette plastique pleine comme un œuf qu'on ne trouve qu'aux grandes époques de la statuaire. La fille juchée sur une étrange machine leur semblera l'officiante d'un culte bizarre. Ils la compareront à toutes ces figures qui, des chars solaires des Scythes à la Femme au chariot de Giacometti, ont célébré la roue. Et même si un historien des techniques est là pour rappeler que la machine en question s'appelait une bicyclette, inventée vers la fin du XIXe siècle et qui, vers la fin du siècle suivant, devait connaître un regain de popularité, ces données les intéresseront moins que la forme usée par le sculpteur, inventée ou plutôt redécouverte, et témoignant ainsi de la parfaite unité d'un art qui, durant des millénaires, aura à peine varié ses canons et, si peu, il est vrai aussi, varié ses thèmes. »

— Jean Clair (conservateur général du patrimoine - écrivain - historien de l'art français - membre de l'Académie française)

## Expositions

### Expositions personnelles
- 1975 : galerie Euroart (Stadtgalerie)[10], préface de Jean-Louis Ferrier, Vienne, Autriche
- 1977 : galerie Euroart (Stadtgalerie)[11], préface de Gerhard Habarta, Vienne, Autriche
- 2001 : galerie La Bouquinerie de l'Institut[12], préface Jacques Pimpaneau, Paris, France  (ISBN 2909207188 et 9782909207186)

## Collections publiques

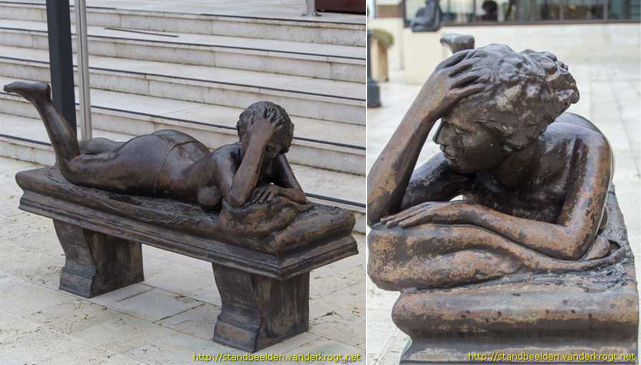
Sculpture monumentale en bronze, Musée Beelden aan Zee, La Haye, Pays-Bas

- Corcoran Gallery of Art, Washington, États-Unis (Warrior's Head, marbre, acquis en 1962)
- Hirshhorn Museum and Sculpture Garden - Smithsonian Institution, Washington, États-Unis (Bather, marbre, Little Flower, marbre, Little Head, marbre, acquis 1964)
- Centre national d'art et de culture Georges-Pompidou- Beaubourg, Paris, France (L'attente, bronze, acquis en 1979)
- Musée d'art moderne de la ville de Paris, Paris, France (La Mer, marbre, acquis en 1969)
- Musées du Vatican, Rome, Italie (Crucifix, bronze, acquis in 1979)
- National Portrait Gallery, Washington, États-Unis (buste en marbre de John Kenneth Galbraith, acquis en 1981)
- Bibliothèque du Congrès, Washington, États-Unis (buste de Daniel Boorstin, buste en bronze, acquis in 1983)
- Musée de MIT (en), Boston (Massachusetts), États-Unis (haut-relief de Robert Jackson, haut-relief en bronze, acquis in 1996)
- Musée Beelden aan Zee, Scheveningen, la Haye, Pays-Bas (L’été aux Tuileries, sculpture monumentale en bronze, acquis en 1998)
- Musée d'art de l'université de l'Indiana, Bloomington (Indiana), États-Unis (buste en bronze de Friedrich von Bischoff, acquis in 2001)

### Autres œuvres dans le domaine public

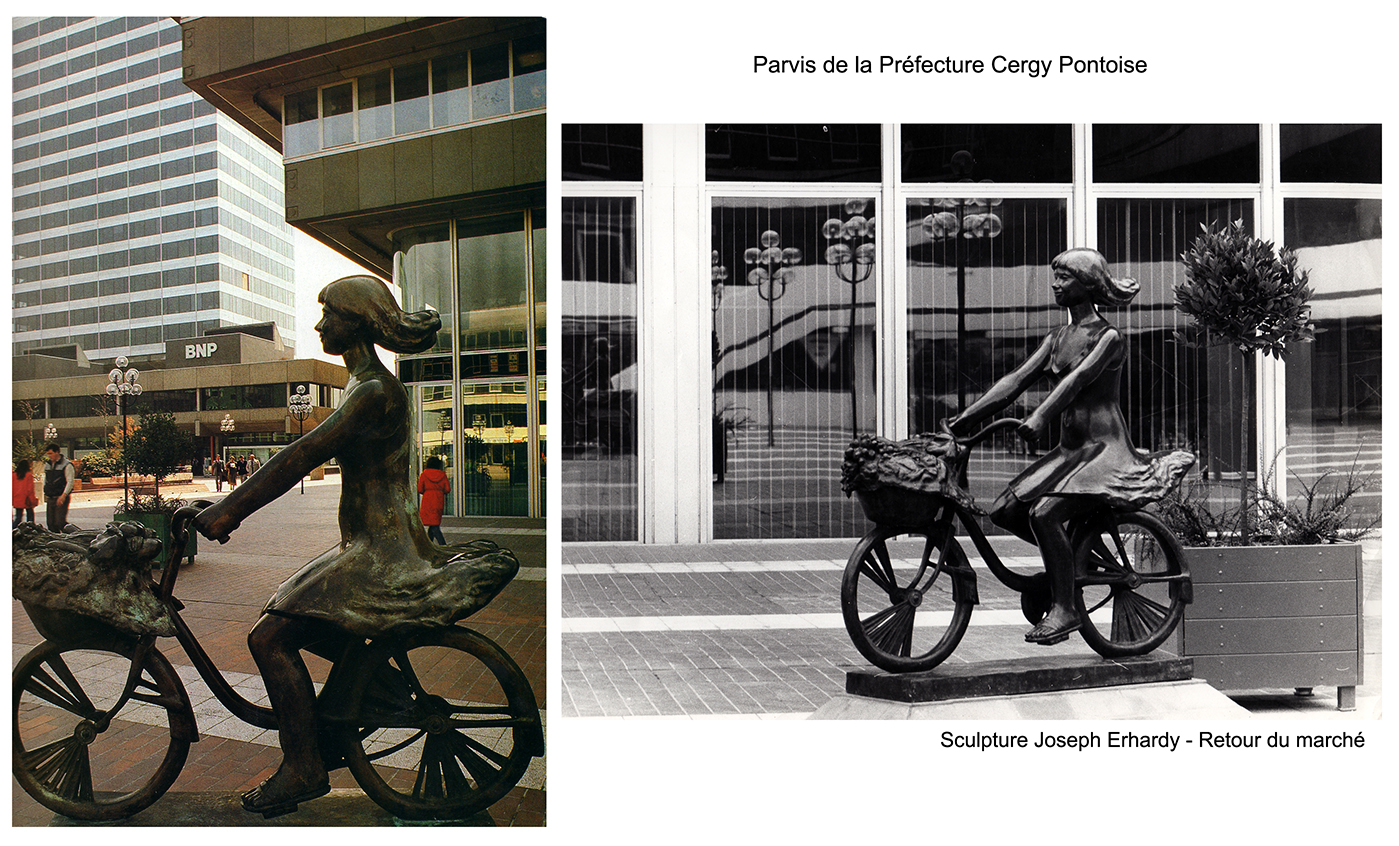
Sculpture monumentale en bronze, Cergy-Pontoise, France

- Nude with Drape, bronze (1957), Fillette au Chignon, marbre (1961), Petite Fille, marbre (1961), Asleep, marbre (1964), Strife, marbre (1965), Curved, marbre (1966), Jeune Fille à la pomme, marbre (1970), Motherhood, marbre (1970), Downing College, université de Cambridge, Royaume-Uni (acquis entre 1961 et 1970)
- Ruth Fischer, sculpture monumentale en granit au Cimetière du Montparnasse, Paris, France (acquis en 1963)
- Double Sculpture, sculpture monumentale en pierre, Crucifix, bronze, Catherina Hospital (nl), Eindhoven, Pays-Bas (acquis en 1972)
- Crucifix, bronze, cathédrale Saint-Front - Périgueux (Dordogne), France (acquis en 1978)
- Retour du marché, bronze, place de la Préfecture de Cergy-Pontoise (Val-d'Oise), France (acquis en 1981)
- Raymond Aron, buste en marbre, Fondation du judaïsme français, Paris, France (acquis en 1983)
- Jean Corvisart, buste en terre-cuite, hôpital de Roubaix, France (acquis en 1983)
- Épée d'académicien, présentée à Fernand Braudel lors de son élection à l’Académie française en 1985, France
- Madame Borochovitch, buste en bronze, musée de la Résistance, Nantua (Ain), France (acquis en 1991)
- Lumen Christi, polychrome, Église Sacré-Cœur de l’Herbaudière, Noirmoutier, France (acquis en 2013)
- Pierre Brossolette, plâtre, musée de la Résistance nationale, Champigny (Marne), France (acquis en 2013)
- Michette, terre cuite, musée de la Résistance nationale, Champigny (Marne), France (acquis en 2013)